# フロリダカケス
フロリダカケス （学名：Aphelocoma coerulescens）は、スズメ目カラス科に分類される鳥類の一種。

## 分布
フロリダの固有種